# Reality-TV

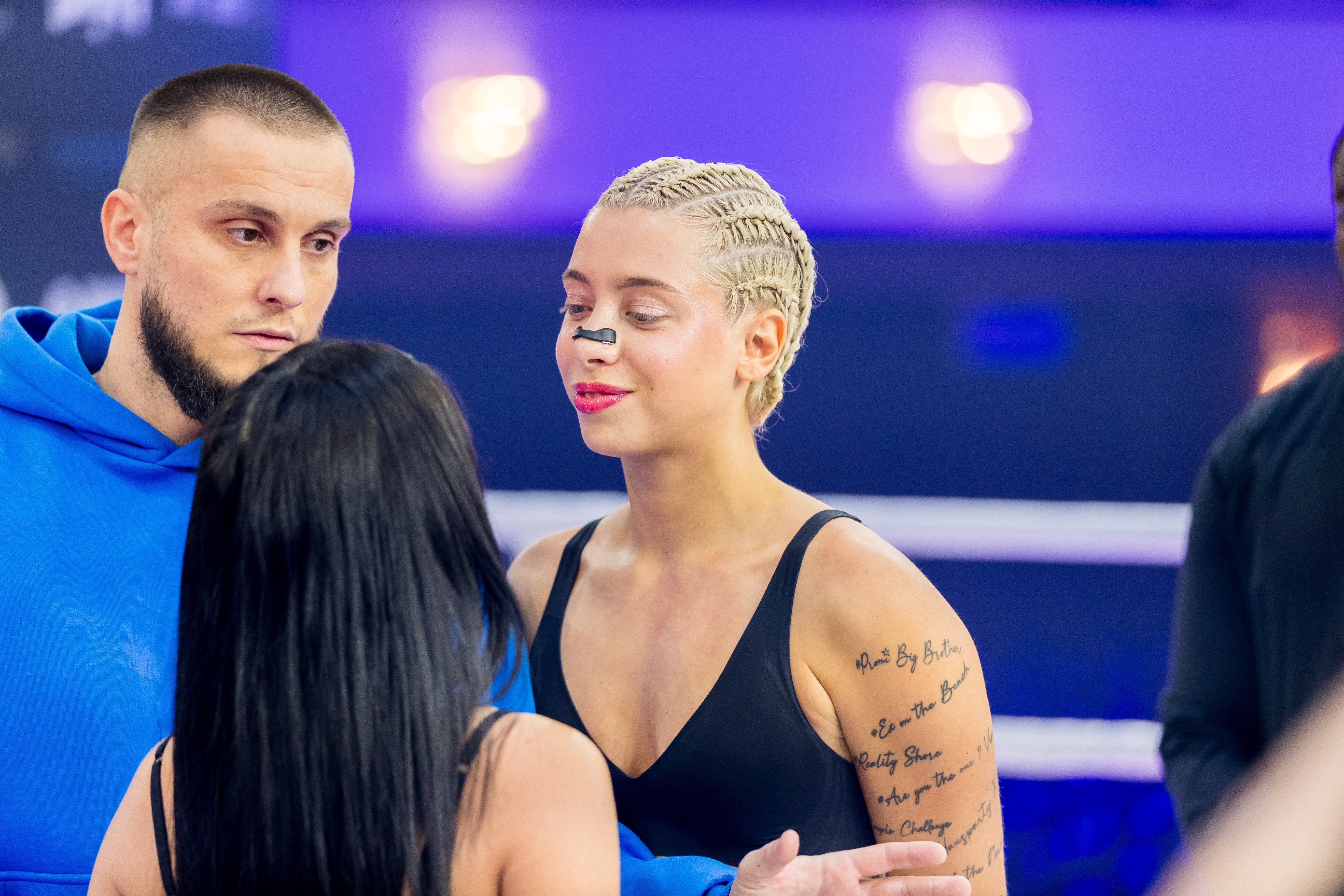
Reality-TV-Darstellerin Walentina Doronina beim Promiboxen mit Armtätowierungen von Titeln der Sendungen, in denen sie auftrat (2024)

Als Reality-TV (deutsch Realitätsfernsehen) bezeichnet man ein Genre von Fernsehprogrammen, in denen vorgeblich oder tatsächlich versucht wird, die Wirklichkeit abzubilden. Geschieht dies in Form einer Show, so spricht man von einer Reality-Show.

## Definitionen
Der Begriff Reality TV stammt aus den Vereinigten Staaten und wurde zunächst lediglich für nachgestellte Geschichten verwendet, die auf einem wahren Ereignis beruhen. Diese Definition erwies sich jedoch als unbefriedigend, wenn sich der Begriff Realitätsfernsehen nur auf nachgestellte Wirklichkeiten beschränkt. Nicht jede Sendung, die Realität abbildet, gehöre zum Reality TV. Grimm definiert das Realitätsfernsehen als eine Programmform, „die mit dem Anspruch auftritt, Realitäten im Sinne der alltäglichen Lebenswelt anhand von Ereignissen darzustellen, die das Gewohnte der Alltagroutine durchbrechen“. Zur Lebenswelt eines Individuums zähle insbesondere wiederkehrende Erfahrungen in Beruf und Familie. Dazu zählen auch einmalige Erlebnisse wie Heirat, Geburt, Krankheit oder Tod. Im Mittelpunkt eines Reality-TV-Programms stehen genau diese Erlebnisse, welche im Gegensatz zur Alltagswelt stehen. Das Realitätsfernsehen präsentiere nicht die Wirklichkeit als Ganzes, sondern zeigt den Alltag in Ausnahmesituationen.
Klaus/Lücke definierten Realitätsfernsehen: „Mit dem Begriff „Reality TV“ bezeichnen wir eine im deutschen Fernsehen verstärkt seit Beginn der 1990er Jahre verbreitete Fernsehgattung, die in ihrer Form Elemente mehrerer anderer Gattungen, wie der Serie und der Dokumentation, aufweist“. Angela Keppler unterscheidet zwischen dem narrativen Realitätsfernsehen und dem performativen Realitätsfernsehen. Beim performativen Realitätsfernsehen handelt es sich „um Unterhaltungssendungen, die sich zur Bühne herausgehobener Aktionen machen, mit denen gleichwohl direkt oder konkret in die Alltagswirklichkeit der Menschen eingegriffen wird.“ Beim narrativen Realitätsfernsehen werden die „Zuschauer mit der authentischen oder nachgestellten Wiedergabe tatsächlicher Katastrophen unterhalten“.
Wegener charakterisiert Reality-TV-Sendungen Mitte der 1990er Jahre, dessen gemeinsame Basis tatsächliche Ereignisse sind, die nachgestellt werden oder von Augenzeugen durch Videoaufnahmen aufgezeichnet werden. Die Aufteilung der Sendung in einzelne Fragmente sei ein gemeinsames Merkmal des Genres Reality TV. Dabei werden die Abschnitte zwischen den Beiträgen vom Moderator eingeleitet, verbunden oder zusammengefasst, um den Zuschauer durch die Sendung zu führen.
Weiter weisen nach Wegener die Sendungen des Realitätsfernsehens folgende Merkmale auf:
- Realereignisse werden entweder wirklichkeitsgetreu nachgestellt oder durch originales Filmmaterial dokumentiert.
- Die Ereignisse haben in erster Linie keinen (oder nur selten) unmittelbaren Bezug zu aktuellen, gesellschaftlich-relevanten Themen.
- Die Ereignisse zeigen hauptsächlich Personen, die psychische oder physische Gewalt ausüben oder erleiden.
- Die einzelnen Beiträge thematisieren verschiedene Ereignisse, die in keinem unmittelbaren Zusammenhang miteinander stehen.[8]

## Generelle Charakteristika
Reality-TV bezeichnet eine große Bandbreite unterschiedlicher Formate mit typischerweise gemeinsamen Merkmalen:
- Die Ausstrahlung ist meist regelmäßig in Form einer Serie und mindestens einmal in der Woche, so dass beim Zuschauer ein Eindruck der Kontinuität entsteht.
- Es wird versucht, Situationen zu forcieren, die für den Zuschauer attraktiv sind, beispielsweise Gefühlsausbrüche oder etwa die Verhinderung eines spektakulären Verbrechens durch die Polizei. Diese Situationen sollen ohne Schauspielerei eintreten, stattdessen wird durch die Auswahl von Person, Situation und Drehort der gewünschte Effekt herbeigeführt. Beispiel sind etwa die Freudenausbrüche nach dem Erhalt eines umgebauten Hauses oder Autos oder einer erfolgreichen Schönheitsoperation.
- Beim Zusammenschnitt der Szenen werden dramaturgische Mittel eingesetzt, wie etwa Untermalung mit Hintergrundmusik. Eine Stimme aus dem Off wird meist bewusst nicht oder nur in Zwischensequenzen eingesetzt, um den Effekt der „Wirklichkeit“, des „Dabeiseins“ zu betonen.

Die Abgrenzung von Reality-TV zu herkömmlichen Dokumentationssendungen ist schwierig, auch Spielshows haben häufig Reality-Elemente. Gemeinhin wird dann von Reality-TV gesprochen, wenn sich die Kamera zu einer bestimmten Zeit an einem bestimmten Ort befindet und dort alle vorkommenden Situationen filmt, während bei herkömmlichen Dokumentationen spezielle Situationen gezielt gefilmt und zusammengeschnitten werden. Auch Reality-TV-Sendungen werden geschnitten und vor der Ausstrahlung zusammengefasst, das Filmen der Situationen selbst geschieht jedoch auf zufällige Weise, es gibt kein Drehbuch und im Normalfall kein Schauspiel.
Ein Beispiel soll dies verdeutlichen: Während eine herkömmliche Dokumentation über die Arbeit der Polizei auf gezielt gefilmte Aufnahmen spezieller Situationen zurückgreift, begleitet in einer Reality-TV-Serie im Stil von COPS die Kamera die Polizei typischerweise bei ihrer täglichen Arbeit, so dass der Zufall eine große Rolle beim Eintreten der Situationen spielt. Häufig wird Reality-TV in Form einer Serie ausgestrahlt, bei der die Kamera jedes Mal auf die gleiche Art filmt.
In der Umgangssprache wird der Ausdruck Reality-TV vor allem für Ausprägungen nach etwa 1990 verwendet, als Reality-TV-Formate einen langhaltenden Aufschwung mit einem Höhepunkt um 2000 erlebten, der bis heute andauert. Frühere Formen, wie etwa die Versteckte Kamera, gehören jedoch ebenfalls strenggenommen zum Genre.

## Geschichte
Reality-TV hat seine Ursprünge in den 1940er Jahren. Die US-amerikanische Sendung Candid Camera filmte 1948 die Reaktionen von normalen Passanten auf Gags. Schon zuvor hatte das junge Deutsche Fernsehen, dem Fernsehsender Paul Nipkow, eine Show inszeniert, in der ein junges Paar als Vorzeige-Arier ihren Lebensalltag vor die laufende Kamera getragen haben (Familienchroniken – Ein Abend mit Hans und Gelli). Auch wenn es sich eindeutig um Propaganda der Nationalsozialisten handelt und die Folgen sicher von der Zensur betroffen waren, wird in den letzten Jahren die Sendung doch häufiger als älteste Reality-TV-Show der Welt präsentiert.
In den 1950er Jahren entstand eine weite Palette von Spiel- und Wettbewerbsshows, darunter die ersten Talent- oder Castingshows, deren Gewinner bereits zu nationalen Berühmtheiten wurden (Miss America). Die erste Reality-Show im modernen Sinne war An American Family (1973), in der der Weg einer normalen Familie durch eine Scheidung gezeigt wurde.
Ab Ende der 1980er Jahre wurden die Formate erfunden, die bis heute die Reality-Shows prägen. COPS (1989) zeigte Polizisten bei der Arbeit und war damit der Urahn aller Reality-Shows im dokumentarischen Stil. In Deutschland wurde das Konzept 1990 vom WDR mit den Fussbroichs erfolgreich ausprobiert – die Filmreihe hielt sich elf Jahre lang. Die niederländische Show Nummer 28 (1991) war die erste, in der Unbekannte für eine gewisse Zeit in eine künstliche Umgebung (ein Haus mit der Nummer 28) gesteckt und dabei gefilmt wurden. Das Konzept wurde 1992 in der Show The Real World von MTV aufgegriffen, die bis heute international erfolgreich ist. Mit Changing Rooms wurde 1996 im britischen Fernsehen das Konzept eingeführt, in einer Show Wohnräume von einer Gruppe gefilmter Personen verändern zu lassen, dieses Konzept wurde später durch Sendungen wie Queer Eye for the Straight Guy und Pimp my Ride weiterentwickelt. 1997 wurde in Schweden mit Expedition Robinson (in den USA als Survivor und in Deutschland als Gestrandet bekannt) die erste Reality-Gameshow gezeigt, in der die Protagonisten, unbekannte normale Personen, gegeneinander in einem Wettbewerb um die Publikumsgunst antreten, während sie gefilmt werden. Dieses Konzept wurde 1999 von Big Brother, der bis heute wohl erfolgreichsten Reality-Show, in einem häuslichen Ambiente aufgegriffen. Im selben Jahr kam es zu einer Renaissance der Castingshows (Popstars, später auch Deutschland sucht den Superstar).
In neuerer Zeit (Stand 2008) ist eine Radikalisierung zu beobachten. Besonders in den USA treibt der Kampf um Einschaltquoten die Sender zu immer bizarreren Ideen. Zuletzt wurden Schönheitsoperationen vor der Kamera durchgeführt, welche sich die teilnehmenden Kandidatinnen gewünscht hatten. Anschließend konnten dann die Zuschauer bestimmen, wer die „Schönste“ war. In Japan sind extremere Formate schon länger populär und entsprechend radikaler. So gab es dort z. B. die Sendung Susunu! Denpa Shōnen, in der zwei junge Männer in Südafrika am Südkap ausgesetzt wurden und dabei gefilmt wurden, wie sie nach Norwegen zum Nordkap trampen mussten, um ihr Heimflugticket abzuholen.
In Deutschland gab es Ende 2009 mehr als 60 Sendungen pro Woche, die dem Genre zugerechnet werden. Grund für den Erfolg sind günstige Produktionskosten im Verhältnis guter Einschaltquoten. Aufgrund der Anzahl der Sendungen, einen zunehmenden Mangel an Protagonisten sowie einen Bedarf an steigender Dramatisierung werden vermehrt Schauspieler in sogenannten Scripted-Reality-Formaten eingesetzt.

## Typen
Es gibt zahlreiche Unterformen des Reality-TV, die bekanntesten sind Reality-Soaps oder das sogenannte Docutainment (COPS, The Real World) und Reality-Spielshows (Big Brother).

### Reality-Soaps
In Reality-Soaps wird das Element des Reality-TV genutzt, um bestimmte Situationen zu dokumentieren. Dies ist meist entweder das alltägliche Leben von Personen (z. B. The Real Housewives of Beverly Hills, The Real World, The Osbournes, The Hills) oder die Arbeit von Berufsgruppen (COPS, Die Super Nanny).

### Reality-Spielshows
In Reality-Spielshows werden die Spieler entweder rund um die Uhr oder zu bestimmten Tageszeiten permanent gefilmt. Bei einigen dieser Shows geht es darum, einen hohen Stand in der Publikumsgunst oder bei den anderen Teilnehmern zu erwerben, wie in Big Brother, Girlscamp und den meisten Reality-Datingshows (Der Bachelor). In anderen Shows muss ein bestimmtes Ziel erfüllt werden und der Fortschritt wird entweder gemessen oder von einer Jury bewertet (Diät-Duell). Beide Spielformen werden häufig kombiniert, wie beispielsweise in Reality-Castingshows (Popstars, Fame Academy), in denen sowohl eine Jury als auch die Zuschauer über den Verbleib im Programm entscheiden.
Reality-Spielshows waren bei ihrem Erscheinen in der zweiten Hälfte der 1990er Jahre ethisch umstritten, da mit der Teilnahme an einer solchen Show im Normalfall der Verlust der Privatsphäre einhergeht. Eine hypothetische Form wird im Film The Truman Show (1998) beschrieben, bei der eine Person von der Geburt an ohne ihr Wissen in einer Reality-Show lebt.

### Versteckte Kamera
Die versteckte Kamera ist die älteste Ausprägungsform des Genres und existiert bereits seit Ende der 1940er Jahre (Candid Camera). Hier wird eine oder mehrere Personen ohne deren Wissen bei einer bestimmten Situation gefilmt, die vorher arrangiert wurde. Um rechtlichen Problemen (Schutz der Privatsphäre) vorzubeugen, werden die Sequenzen nur dann gesendet, wenn das „Opfer“ nachträglich der Ausstrahlung zugestimmt hatte.

### Künstlich erzeugte Situationen
Verwandt mit der versteckten Kamera ist ein Genre des Reality-TV, in dem künstliche Situationen erzeugt werden, in denen Schauspieler wichtige Rollen übernehmen. Die Protagonisten wissen dabei, dass sie gefilmt werden, jedoch werden von den Schauspielern Situationen erzeugt, die sie überraschen sollen. Solche Sendungen haben oft einen humoristischen Hintergrund. Ein bekanntes Beispiel ist die britische Da Ali G Show, in der die Charaktere Ali G, Borat und Bruno die Aufnahme einer Dokumentationssendung in sogenannten Mockumentarys fingieren, auch wenn das eigentliche Ziel das Aufzeichnen der natürlichen Reaktionen der gefilmten Personen ist. Auch in einigen Ausprägungen des Formats Big Brother wurden Schauspieler integriert (in Deutschland etwa in der zweiten und dritten Staffel), um Konflikte zu provozieren.
Eine andere Form ist das Drehen mit versteckter Kamera ohne Wissen des Protagonisten, welche etwa in der umstrittenen Sendung Tatort Internet – Schützt endlich unsere Kinder angewandt wird. Hierbei provoziert ein Schauspieler eine tatsächliche oder vermeintliche strafbare Handlung.

### Verbesserungs- und Hilfeshows
In Verbesserungs-Shows (engl. Makeover shows), einer Variante der Reality-Soap, wird eine Person dabei gefilmt, wie sie sich selbst oder ihre Umgebung verbessert. Entweder wird die Verbesserung von Laien (Beispiel: Changing Rooms, in dem Zimmer umgestaltet werden) oder von Experten ausgeführt, wie im Fall von diversen Shows, in denen sich die Protagonisten Schönheitsoperationen unterziehen.
Eine spätere Entwicklung sind sogenannte Help- oder Coaching-Formate, in denen Prominente in Not geratenen Menschen in der Bewältigung ihres Alltags helfen sollen. Sie reichen von Erziehungshilfen (Die Super Nanny), Ehe-, Ernährungs-, Gesundheits- oder Schuldenberatung bis zu Arbeitsplatz- oder Ausbildungsplatzsuche. Sie sind ebenfalls umstritten.

### Living History
Das Format Living History orientiert sich an Vorbildern wie Reenactment. In Deutschland wurde vor allem Schwarzwaldhaus 1902 und ähnliche Sendungen insbesondere der öffentlich-rechtlichen Fernsehsender bekannt. In der nach dem britischen Vorbild 1900 House produzierten und mit dem Grimme-Preis ausgezeichneten Serie, sollte eine Familie einen Bauernhof unter den Bedingungen der vorletzten Jahrhundertwende bewirtschaften. Ebenso wurde für eine Vorabendserie in einem ostelbischen Gutshaus um 1900 geworben. Das meist wissenschaftlich begleitete Format fand Fortsetzung in Sendungen wie Die Bräuteschule 1958 oder Steinzeit – Das Experiment.

### Verwandte Formate
Verwandt mit Reality-TV sind viele Formate, in denen natürliche Reaktionen von Personen in einem traditionellen Umfeld provoziert werden. Hier sind vor allem die Talkshows der 90er Jahre zu nennen, in denen persönliche Probleme der Protagonisten angesprochen und damit echte Gefühlsausbrüche provoziert werden sollen. Auch moderne Reality-Shows wie Jackass sowie die meisten Castingshows sind mit Reality-TV verwandt, da auch hier natürliche Reaktionen der Protagonisten provoziert werden.

### Scripted Reality (Pseudo-Reality-TV)
Scripted Reality ist ein Genre, in dem eine Reality-Show vorgegeben wird, die Szenen jedoch von Schauspielern gedreht werden. Solche Shows unterscheiden sich von ihrer Machart her kaum von traditionellen Theatersendungen oder Fernsehserien, jedoch werden scheinbar alltägliche Situationen als Thema gewählt.

## Ethische Aspekte
Insbesondere bei Reality-Gameshows gab es zu Beginn Kontroversen, ob diese mit den Menschenrechten vereinbar seien. Die Teilnehmer solcher Sendungen geben in der Regel ihre gesamte Privatsphäre während der Laufzeit der Show auf. Die beiden ersten erfolgreichen Formate dieser Art – Expedition Robinson (1997) und Big Brother (1999) – ernten bis heute viel Kritik, dennoch haben sie sich in der Fernsehlandschaft inzwischen als Genre etabliert. Die Sendeanstalten sichern sich durch Einverständniserklärungen der Teilnehmer ab, so dass rechtliche Schritte gegen solche Formate kaum möglich sind.
In einem Fall entschied in Italien am 12. Mai 2009 das oberste Gericht, die Corte Suprema di Cassazione, dass eine offensive verbale Äußerung unter Reality-Show-Teilnehmern keine Diffamierung bzw. Ehrverletzung darstellt. Das oberste Gericht stellte fest, dass Reality-Shows sich durch gesuchte und gewollte verbale Auseinandersetzungen charakterisieren und Reality-Show-Teilnehmer sich dessen auch bewusst seien.

## Kritik
Allgemein haben einige Formate einen zweifelhaften Ruf, da sie z. T. belanglose Themen aufgreifen oder billig produziert sind. Kritiker meinen außerdem, dass die Formate lediglich den Voyeurismus des Zusehers fördern, und die beteiligten Personen durch die ihnen plötzlich zuteilwerdende Aufmerksamkeit psychisch geschädigt werden könnten. Medienwissenschaftler sprechen auch vom sogenannten Affektfernsehen. Außerdem wird die Grenze zwischen Dokumentation tatsächlicher Geschehnisse und vorgegebenen Drehbüchern – Stichwort Scripted Reality – in einigen Formaten von den Produktionsfirmen bewusst verwischt.
Ein weiterer, wesentlicher Kritikpunkt ist der Einfluss dieser Formate auf die Rezipienten, denen suggeriert wird, dass jeder die Möglichkeit hat, aus der Anonymität einer gesichtslosen Massengesellschaft herauszutreten. Dabei wird natürlich ausgelassen, in welchem Verhältnis die „Stars von Nebenan“ zu der Produktionsfirma stehen, die weniger den Menschen als vielmehr das Produkt sieht. Das Argument der Sender zur offensichtlichen Banalität oder Brutalität dieser Formate ist der Verweis darauf, dass die Zuschauer selbst entscheiden sollen, was sie sehen wollen und was nicht. Was allen diesen Sendungen gemein ist, ist das weitgehende Fehlen einer Metaebene, einer Reflexion des Beobachtet-werdens, denn nur so lässt sich die vorgetäuschte Authentizität aufrechterhalten.
Der Erfolg des TV-Konzeptes verdeutlicht eine Veränderung der Wahrnehmung sowohl seiner Selbst als auch anderer durch Protagonisten wie auch Zuschauer. Der Verlust der Privat- oder Intimsphäre wird zugunsten einer, wenn auch kurzen, Popularität in Kauf genommen oder gar nicht als solche empfunden. Es wird deutlich, in welcher Form Fernsehen den Maßstab für gesellschaftlichen oder persönlichen Erfolg bestimmt. Erfolg definiert sich über den erlangten Grad an Popularität und nicht mehr über klassische Erfolgskriterien wie zum Beispiel berufliche, kulturelle oder wissenschaftliche Leistungen.
Der Zürcher Kommunikations- und Medienpsychologe Daniel Süss sagte zum Erfolg dieser Formate: „Emotionalisierende Sendungen lenken ab vom oft eintönigen Alltag und erlauben, sich auf andere Schicksale einzulassen, ohne Verbindlichkeiten einzugehen. Die Formate wecken starke Emotionen, sei es Anteilnahme, Überraschung, Schadenfreude oder Empörung.“

### Todesfälle
- Am 22. März 2013 starb ein 25-jähriger Franzose in Kambodscha an Herzversagen nach seiner Teilnahme an der Serie Koh Lanta, einem Dschungelcamp-ähnlichen Format der Produktionsfirma Adventure Line Productions (ALP) für den französischen Privatsender TF1. Der 38-jährige Notfallarzt der Sendung beging nach wiederholten öffentlichen Vorwürfen gegen ihn wenige Tage danach Suizid.[18]

- Während der Dreharbeiten in Argentinien für die ebenfalls von ALP für TF1 produzierte Reality-TV-Sendung Dropped starben bei der Kollision zweier Hubschrauber am 9. März 2015 alle zehn Insassen (siehe dazu: Hubschrauber-Kollision bei Villa Castelli). Neben den beiden Piloten sowie fünf ALP-Mitarbeitern kamen die Regatta-Seglerin Florence Arthaud, die Schwimmerin Camille Muffat und der Boxer Alexis Vastine ums Leben.[19]

## Dokumentation
- Sex, Alkohol, Manipulation? Reality-TV-Stars packen aus. In: SWR3/ARD, Vollbild, 30. April 2024 (52 Min.).[22]